# Heda (Purugua)
Heda ist eine osttimoresische Aldeia im Suco Purugua (Verwaltungsamt Cailaco, Gemeinde Bobonaro). 2015 lebten in der Aldeia 652 Menschen.

## Geographie
Heda bildet den Norden des Sucos Purugua. Südlich liegt die Aldeia Lesupu. Zwei Enklaven liegen in Heda: Die Aldeia Suri-Ubu im Westen, die zum Suco Goulolo und die Aldeia Tirimoso im Osten, die zum Suco Guenu Lai gehört. Im Norden vereinen sich die Flüsse Marobo und Nunura zum Lóis. Der Marobo bildet den östlichen, der Nunura den westlichen Grenzfluss Hedas. Im Westen befindet sich das Verwaltungsamt Atabae und im Norden und Osten, jenseits des Marobos, das zur Gemeinde Ermera gehörende Verwaltungsamt Hatulia. Der Utobato, ein Zufluss des Nunura, bildet einen Teil der Südgrenze. Sein Nebenfluss Aideno entspringt in Heda. Berge in der Aldeia sind unter anderem der Foho Aimia (231 m), der Foho Foelau (381 m), der Foho Manasu (272 m), der Foho Ritilau (242 m) und der Foho Serelau (232 m).
Durch den Norden von Heda führt die Überlandstraße von Maliana nach Hatolia Vila. An ihr liegen die Orte Ritiogoro und Bilimau, wobei Bilimaus Westen zum Suco Guenu Lai gehört. Über die Bilimau-Brücke (portugiesisch Ponte Bilimau) verlässt Heda die Überlandstraße über den Marobo.
Im Osten Bilimaus befindet sich eine medizinische Station.

## Politik
2023 wurde Marcelino Ponciano zum Chefe de Aldeia gewählt.